# Laelia rogersi
Laelia rogersi är en fjärilsart som beskrevs av Bethune-Baker 1913. Laelia rogersi ingår i släktet Laelia och familjen tofsspinnare. Inga underarter finns listade i Catalogue of Life.